# Pangio shelfordii
Pangio shelfordii és una espècie de peix de la família dels cobítids i de l'ordre dels cipriniformes.

## Morfologia
- Els mascles poden assolir 8 cm de llargària total.
- Nombre de vèrtebres: 46-51.[3][4]

## Hàbitat
Viu en zones de clima tropical entre 24 °C - 30 °C de temperatura.

## Distribució geogràfica
Es troba a Sumatra i Borneo.